# Distrito de Ostrava-ciudad
El distrito de Ostrava-ciudad (en checo: Okres Ostrava-město) es uno de los seis distritos que forman la región de Moravia-Silesia, República Checa, con una población estimada a principio del año 2018 de 322 419 habitantes. 
Se encuentra ubicado al este del país, al este de Praga, cerca de la frontera con Eslovaquia y Polonia. Su capital es la ciudad de Ostrava.

## Localidades (población año 2018)
- Čavisov 501
- Dolní Lhota 1477
- Horní Lhota 839
- Klimkovice 4422
- Olbramice 697
- Ostrava 290 450
- Šenov 6385
- Stará Ves nad Ondřejnicí 2760
- Václavovice 2004
- Velká Polom 2067
- Vratimov 7253
- Vřesina 2932
- Zbyslavice 632